# Михай, Кристиан
Кри́стиан Петришор Миха́й (рум. Cristian Petrișor Mihai; 23 сентября 2004, Арад) — румынский футболист, полузащитник клуба «Динамо» (Бухарест) и молодёжной сборной Румынии.

## Клубная карьера
Кристиан Михай родился 23 сентября 2004 года в румынском городе Арад. Первые шаги в футболе он сделал в академии местного клуба УТА, где прошёл подготовку на всех юношеских уровнях. Чтобы получить игровую практику, в 2022 году он был отдан в аренду в команду «Прогресул» Печика, выступающую в третьем дивизионе.
После возвращения в родной клуб Михаи дебютировал в румынской Лиге I 14 июля 2023 года в матче против «Оцелула». В декабре 2024 года, также в игре против «Оцелула», он забил свой первый мяч на профессиональном уровне, принеся своей команде ничейный результат.
В течение двух сезонов в составе клуба Михай провёл 65 матчей в чемпионате Румынии, отметившись одним голом и одной результативной передачей. Его стабильная игра и уверенность на поле привлекли внимание столичных команд, и в апреле 2025 года стало известно о его переходе в бухарестское «Динамо». Сумма трансфера составила около 350 тысяч евро.

## Карьера в сборной
Кристиан Михай начал представлять Румынию на международной арене в 2023 году, когда получил вызов в сборную до 20 лет. В её составе он провёл два матча и забил один гол.
Уже в следующем году полузащитник стал частью молодёжной сборной Румынии, где с первых матчей продемонстрировал уверенную игру. В марте 2024 года он забил победный гол в дебютном матче против Армении, что принесло команде три очка в отборочном турнире к чемпионату Европы.
5 июня 2025 года был включен в окончательную заявку молодёжной сборной на молодёжный чемпионат Европы 2025.